# World Rugby Sevens Series 2018-2019
Il World Rugby Sevens Series 2018-2019 è stata la ventesima edizione del torneo internazionale di rugby a 7. Questa edizione è servita anche a determinare le quattro squadre che si sono qualificate alle Olimpiadi Tokyo 2020.

## Formato
La competizione è una serie di tornei dove le squadre partecipanti ottengono un punteggio secondo i piazzamenti nei singoli tornei al fine di determinare la classifica finale che assegnerà il vincitore.
In ogni torneo partecipano 16 squadre, alle 15 core teams, ovvero le squadre che hanno acquisito il diritto a partecipare a tutti i tornei della serie, si ne aggiunge una a invito rappresentate il continente dove si svolge il torneo.
Al torneo di Hong Kong si disputa inoltre un torneo separato di qualificazione con 12 squadre, la cui vincitrice parteciperà all'edizione successiva delle World Series. 
Nella prima fase le squadre sono divise in gironi da quattro formazioni, che disputano un girone all'italiana. Sono attribuiti 3 punti per la vittoria, 2 per il pareggio, uno per la sconfitta, 0 se si dà forfait. A parità di punti sono considerati:
1. Confronto diretto.
2. Differenza punti.
3. Differenza mete.
4. Punti segnati.
5. Sorteggio.

Nella seconda fase ad eliminazione diretta, le prime due di ogni girone competono per la Cup e per l'assegnazione delle medaglie. Le restanti squadre accedono invece a un secondo tabellone per determinare la loro posizione finale.
Punteggi
| Torneo                      | Vincitore | Finalista | Terza         | Quarta        |
| Torneo                      | Vincitore | Finalista | Semifinaliste | Semifinaliste |
| --------------------------- | --------- | --------- | ------------- | ------------- |
| Cup 1-4 posto               | 22        | 19        | 17            | 15            |
| 5-8 posto                   | 13        | 12        | 10            | 10            |
| Challenge Trophy 9-12 posto | 8         | 7         | 5             | 5             |
| 12-16 posto                 | 3         | 2         | 1             | 1             |

Se due squadre sono a pari punti a fine stagione si usano i seguenti metodi per stabilire la classifica:
1. Differenza punti in stagione
2. Totale mete in stagione
3. Se non sono bastati i criteri sopra le squadre sono pari

La squadra ultima classificata delle core teams verrà sostituita nell'edizione 2019-20 dalla vincitrice del torneo di qualificazione di Hong Kong.

## Squadre partecipanti
Le 15 core teams per la stagione 2018-19 sono le seguenti:
| Sudafrica     | Stati Uniti | Spagna   |
| Figi          | Argentina   | Scozia   |
| Nuova Zelanda | Kenya       | Francia  |
| Australia     | Canada      | Galles   |
| Inghilterra   | Samoa       | Giappone |

## Tornei 2018-19
| Tornei 2018–19      | Tornei 2018–19                    | Tornei 2018–19               | Tornei 2018–19 |
| Torneo              | Località                          | Date                         | Vincitore      |
| ------------------- | --------------------------------- | ---------------------------- | -------------- |
| Dubai Sevens        | The Sevens, Dubai                 | 30 novembre-1º dicembre 2018 | Nuova Zelanda  |
| South Africa Sevens | Cape Town Stadium, Città del Capo | 8 dicembre-9 dicembre 2018   | Figi           |
| Nuova Zelanda       | Waikato Stadium, Hamilton         | 26 gennaio-27 gennaio 2019   | Figi           |
| Australia Sevens    | Spotless Stadium, Sydney          | 2 febbraio-3 febbraio 2019   | Nuova Zelanda  |
| USA Sevens          | Sam Boyd Stadium, Las Vegas       | 1º marzo-3 marzo 2019        | Stati Uniti    |
| Canada Sevens       | BC Place, Vancouver               | 9 marzo-10 marzo 2019        | Sudafrica      |
| Hong Kong Sevens    | Hong Kong Stadium, Hong Kong      | 5 aprile-7 aprile 2019       | Figi           |
| Singapore Sevens    | Stadio nazionale di Singapore     | 13 aprile-14 aprile 2019     | Sudafrica      |
| London Sevens       | Twickenham, Londra                | 25 maggio-26 maggio 2019     | Figi           |
| Paris Sevens        | Stadio Jean-Bouin, Parigi         | 1º giugno-2 giugno 2019      | Figi           |

## Classifica generale
| Pos. | Squadra       | Dubai | Cape Town | Hamilton | Sydney | Las Vegas | Vancouver | Hong Kong | Singapore | Londra | Parigi | TOTALE |
| ---- | ------------- | ----- | --------- | -------- | ------ | --------- | --------- | --------- | --------- | ------ | ------ | ------ |
| 1    | Figi          | 13    | 22        | 22       | 15     | 12        | 17        | 22        | 19        | 22     | 22     | 186    |
| 2    | Stati Uniti   | 19    | 19        | 19       | 19     | 22        | 15        | 17        | 15        | 17     | 15     | 177    |
| 3    | Nuova Zelanda | 22    | 15        | 17       | 22     | 17        | 13        | 12        | 12        | 13     | 19     | 162    |
| 4    | Sudafrica     | 12    | 17        | 15       | 13     | 10        | 22        | 10        | 22        | 10     | 17     | 148    |
| 5    | Inghilterra   | 17    | 13        | 8        | 17     | 13        | 12        | 10        | 17        | 2      | 5      | 114    |
| 6    | Samoa         | 8     | 7         | 12       | 3      | 19        | 10        | 15        | 13        | 8      | 12     | 107    |
| 7    | Australia     | 15    | 10        | 10       | 12     | 10        | 8         | 5         | 10        | 19     | 5      | 104    |
| 8    | Francia       | 7     | 5         | 2        | 10     | 1         | 19        | 19        | 8         | 15     | 13     | 99     |
| 9    | Argentina     | 10    | 8         | 5        | 8      | 15        | 10        | 13        | 10        | 5      | 10     | 94     |
| 10   | Scozia        | 10    | 10        | 13       | 1      | 8         | 5         | 8         | 7         | 7      | 3      | 72     |
| 11   | Canada        | 5     | 5         | 10       | 5      | 3         | 7         | 1         | 5         | 10     | 8      | 59     |
| 12   | Spagna        | 5     | 12        | 5        | 10     | 7         | 3         | 3         | 2         | 1      | 1      | 49     |
| 13   | Kenya         | 1     | 3         | 7        | 1      | 5         | 1         | 5         | 3         | 1      | 10     | 37     |
| 14   | Galles        | 3     | 2         | 1        | 5      | 2         | 5         | 2         | 5         | 5      | 1      | 31     |
| 15   | Giappone      | 2     | 1         | 1        | 7      | 1         | 2         | 7         | 1         | 3      | 2      | 27     |
| 16   | Irlanda       | -     | -         | -        | -      | -         | -         | -         | -         | 12     | 7      | 19     |
| 17   | Cile          | -     | -         | -        | -      | 5         | 1         | -         | -         | -      | -      | 6      |
| 18   | Tonga         | -     | -         | 3        | 2      | -         | -         | -         | -         | -      | -      | 5      |
| 19   | Zimbabwe      | 1     | 1         | -        | -      | -         | -         | -         | -         | -      | -      | 2      |
| 20   | Portogallo    | -     | -         | -        | -      | -         | -         | 1         | -         | -      | -      | 1      |
| 21   | Hong Kong     | -     | -         | -        | -      | -         | -         | -         | 1         | -      | -      | 1      |

| Legenda          |
| ---------------- |
| Vincitrice       |
| Retrocessa       |
| Squadre invitate |

## Risultati Tornei

### Dubai Seven
| Trofeo           | Finaliste                      | Semifinaliste               |
| ---------------- | ------------------------------ | --------------------------- |
| Cup              | Nuova Zelanda 21-5 Stati Uniti | Inghilterra 15-14 Australia |
| 5º posto         | Figi 24-19 Sudafrica           | Scozia e Argentina          |
| Challenge Trophy | Samoa 33-24 Francia            | Spagna e Canada             |
| 13º posto        | Galles 31-7 Giappone           | Kenya e Zimbabwe            |

### South Africa Sevens
| Trofeo           | Finaliste               | Semifinaliste                |
| ---------------- | ----------------------- | ---------------------------- |
| Cup              | Figi 29-15 Stati Uniti  | Sudafrica 10-5 Nuova Zelanda |
| 5º posto         | Inghilterra 14-7 Spagna | Scozia e Australia           |
| Challenge Trophy | Argentina 38-14 Samoa   | Francia e Canada             |
| 13º posto        | Kenya 33-26 Galles      | Giappone e Zimbabwe          |

### New Zealand Sevens
| Trofeo           | Finaliste              | Semifinaliste                |
| ---------------- | ---------------------- | ---------------------------- |
| Cup              | Figi 38-0 Stati Uniti  | Nuova Zelanda 29-7 Sudafrica |
| 5º posto         | Scozia 24-19 Samoa     | Canada e Australia           |
| Challenge Trophy | Inghilterra 36-7 Kenya | Argentina e Spagna           |
| 13º posto        | Tonga 33-10 Francia    | Giappone e Galles            |

### Sydney Sevens
| Trofeo           | Finaliste                      | Semifinaliste          |
| ---------------- | ------------------------------ | ---------------------- |
| Cup              | Nuova Zelanda 21-5 Stati Uniti | Inghilterra 19-17 Figi |
| 5º posto         | Sudafrica 12-10 Australia      | Francia e Spagna       |
| Challenge Trophy | Argentina 10-7 Giappone        | Galles e Canada        |
| 13º posto        | Samoa 25-5 Tonga               | Kenya e Scozia         |

### USA Sevens
| Trofeo           | Finaliste              | Semifinaliste                 |
| ---------------- | ---------------------- | ----------------------------- |
| Cup              | Stati Uniti 27-0 Samoa | Nuova Zelanda 26-19 Argentina |
| 5º posto         | Inghilterra 19-14 Figi | Sudafrica e Australia         |
| Challenge Trophy | Scozia 15-14 Spagna    | Kenya e Cile                  |
| 13º posto        | Canada 21-12 Galles    | Giappone e Francia            |

### Canada Sevens
| Trofeo           | Finaliste                       | Semifinaliste          |
| ---------------- | ------------------------------- | ---------------------- |
| Cup              | Sudafrica 21-12 Francia         | Figi 24-14 Stati Uniti |
| 5º posto         | Nuova Zelanda 26-19 Inghilterra | Argentina e Samoa      |
| Challenge Trophy | Australia 35-21 Canada          | Galles e Scozia        |
| 13º posto        | Spagna 15-10 Giappone           | Kenya e Cile           |

### Hong Kong Sevens
| Trofeo           | Finaliste                     | Semifinaliste           |
| ---------------- | ----------------------------- | ----------------------- |
| Cup              | Figi 21-7 Francia             | Stati Uniti 22-10 Samoa |
| 5º posto         | Argentina 21-14 Nuova Zelanda | Sudafrica e Inghilterra |
| Challenge Trophy | Scozia 26-24 Giappone         | Australia e Kenya       |
| 13º posto        | Spagna 19-14 (t.s.) Galles    | Portogallo e Canada     |

### Singapore Sevens
| Trofeo           | Finaliste                 | Semifinaliste                |
| ---------------- | ------------------------- | ---------------------------- |
| Cup              | Sudafrica 20-19 Figi      | Inghilterra 28-7 Stati Uniti |
| 5º posto         | Samoa 19-17 Nuova Zelanda | Argentina e Australia        |
| Challenge Trophy | Francia 22-19 Scozia      | Galles e Canada              |
| 13º posto        | Kenya 21-5 Spagna         | Hong Kong e Giappone         |

### London Sevens
| Trofeo           | Finaliste                   | Semifinaliste             |
| ---------------- | --------------------------- | ------------------------- |
| Cup              | Figi 43-7 Australia         | Stati Uniti 31-14 Francia |
| 5º posto         | Nuova Zelanda 35-14 Irlanda | Sudafrica e Canada        |
| Challenge Trophy | Samoa 26-17 Scozia          | Argentina e Galles        |
| 13º posto        | Giappone 29-14 Inghilterra  | Spagna e Kenya            |

### Paris Sevens
| Trofeo           | Finaliste                | Semifinaliste              |
| ---------------- | ------------------------ | -------------------------- |
| Cup              | Figi 35-24 Nuova Zelanda | Sudafrica 24-7 Stati Uniti |
| 5º posto         | Francia 40-5 Samoa       | Argentina e Kenya          |
| Challenge Trophy | Canada 28-12 Irlanda     | Australia e Inghilterra    |
| 13º posto        | Scozia 31-26 Giappone    | Spagna e Galles            |